# Cima Grostè
La Cima del Grostè (2901 m s.l.m.) è una montagna delle Alpi Retiche meridionali, nelle Dolomiti di Brenta. È la cima più imponente, anche se non la più alta, del sottogruppo al quale dà il nome.

## Descrizione
La Cima del Grostè è la cima più settentrionale della parte centrale del gruppo di Brenta. Si presenta come un tozzo massiccio, la cui sommità è costituita da un grande tavolato leggermente inclinato verso nord. A sud-ovest esso precipita con una bella parete sulla conca ghiaiosa della vedretta di Vallesinella inferiore. A est e a nord degrada con risalti e gradoni rocciosi intervallati da cenge detritiche, che si raccordano con l'ampia insellatura del passo del Grostè (2442 m) e con le terrazze che dominano la valle di Santa Maria Flavona. Su di esse passa il sentiero attrezzato "Benini", che verso sud prosegue nella via delle Bocchette.
Verso sud la dorsale principale del gruppo prosegue con una cresta frastagliata che culmina nella cima Falkner (2999 m). Verso nord, oltre il passo del Grostè, si estende la selvaggia parte settentrionale del gruppo. Al di là della valle di Santa Maria Flavona si staglia il solitario sottogruppo della Campa, estrema propaggine orientale del Brenta.
La cima del Grostè domina le piste di sci che scendono dal passo omonimo, servite dagli impianti di risalita che partono da Campo Carlo Magno, nel comprensorio sciistico di Madonna di Campiglio. A valle del passo, a quota 2261 m, si trova il rifugio Graffer.

## Prima salita
La prima ascensione alpinistica fu compiuta nel 1882 dal romano Alberto de Falkner col figlio Orazio, di dieci anni, e il bolognese G. Pigozzi. La cima era stata salita in precedenza dai cacciatori.

## Itinerari
Gli impianti a fune che salgono al passo del Grostè agevolano grandemente tutti gli approcci alla cima.
La via normale sale dal versante nord-est per terrazze detritiche e brevi risalti rocciosi (itinerario segnalato; passaggi di II- grado).
I numerosi itinerari di arrampicata si concentrano sulla parete sud-ovest: sono lunghi da 200 a più di 300 metri e presentano difficoltà tra il IV e il VI grado. Alcuni di questi sono stati tracciati da Cesare Maestri, altri anche in anni più recenti (1998).
Tra il 29 luglio 2025 e il 4 agosto 2025 la vicina Cima Falkner ha subito un crollo complessivo di mezzo milione di cubi di roccia, coinvolgendo anche la vicina Cima del Grosté. Di conseguenza, la provincia di Tre Ville in accordo con la Protezione Civile ha reso inaccessibili al pubblico i sentieri SAT-O305 “Via ferrata delle bocchette Aldo e Rodolfo Benigni” ed il sentiero SAT-O331 del Passo del Grosté per rischio crolli. Riaperti i sentieri SAT-O316 dal Passo Grostè al Rifugio Tuckett & Sella e SAT-O315 “Via ferrata Bruno Dallagiacoma”. 

## Corna Rossa

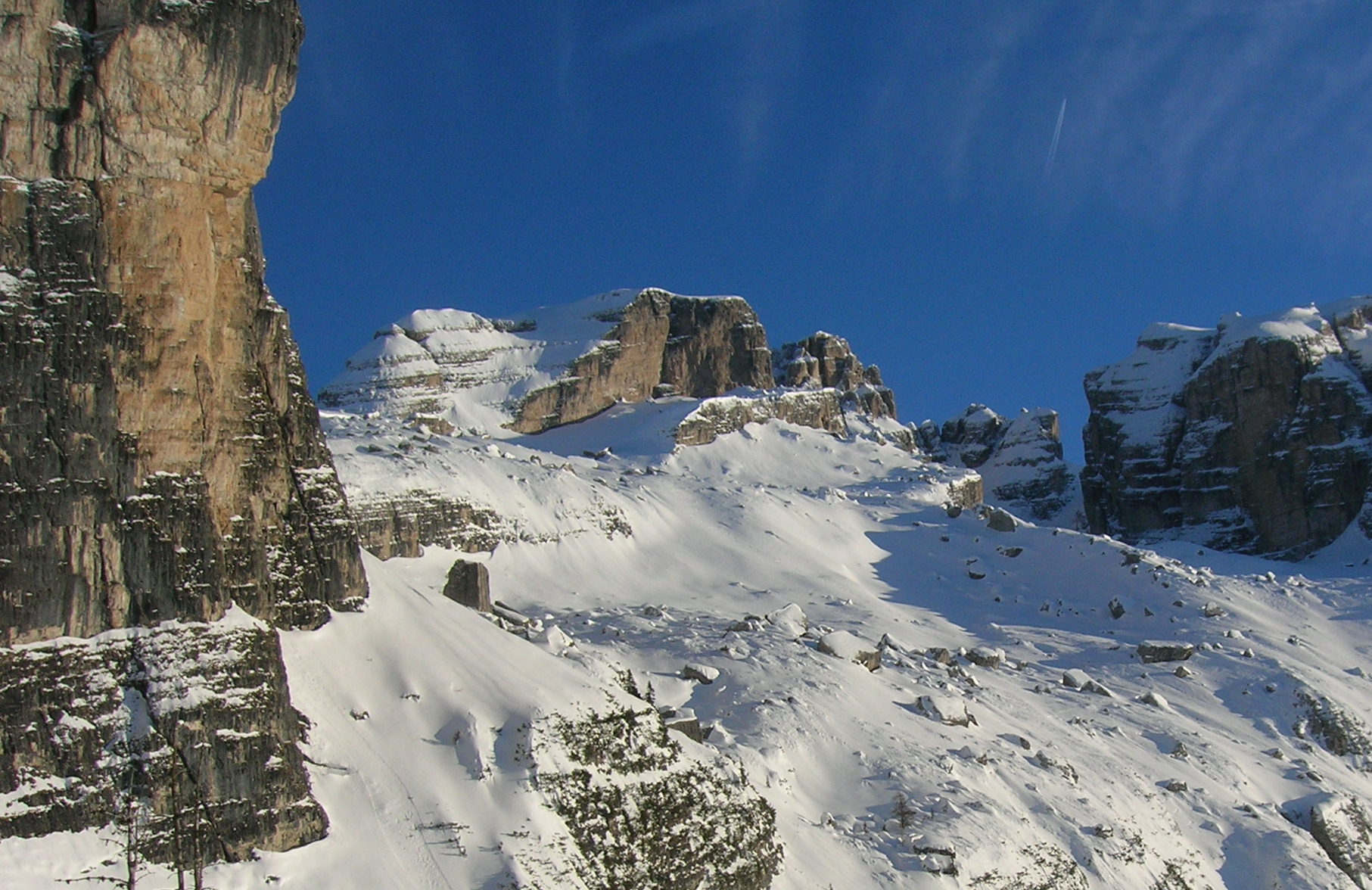
La Cima del Grostè da nord-ovest, in inverno; a sinistra gli strapiombi della Corna Rossa.

Poco a nord-ovest della cima, a breve distanza dal passo, il digradante altopiano del Grostè precipita sull'alta Vallesinella con la Corna Rossa: una parete verticale alta fino a 250 metri, più compatta verso ovest, articolata in torrioni staccati verso sud-ovest. Si tratta di una struttura di notevole interesse alpinistico, molto frequentata grazie alla vicinanza della funivia. Su di essa sono stati tracciati numerosi itinerari con difficoltà dal IV grado in su. Due tra gli itinerari più frequentati sono dovuti a Bruno Detassis.